# تغالیمت
تغالیمت (به عربی: تغالیمت) یک شهرداری در الجزایر است که در استان سیدی بلعباس واقع شده‌است.